# Miguel Barroso Ayats
Miguel Barroso Ayats (Zaragoza, 21 de octubre de 1953-Madrid, 13 de enero de 2024) fue un periodista, director de comunicación y ejecutivo español.

## Biografía
Nacido en Zaragoza el 22 de julio de 1953, se licenció en Historia Moderna y Contemporánea y en Derecho, en ambos casos por la Universidad Central de Barcelona. Asimismo, poseía estudios de Ciencias Económicas por la misma universidad. Fue militante de Bandera Roja.
Desde 1976 hasta 1983, ejerció el periodismo en diversos medios, como la revista barcelonesa El Mundo, fue corresponsal en la agencia italiana Quotidiani Associati y colaboró en la revista El Viejo Topo, de la que formó parte del consejo editorial. Durante ese periodo también trabajó en el Diario de Valencia, en el que fue responsable de economía, y en el diario El País como redactor de información nacional. 
En 1983 inició, durante los gobiernos socialistas de Felipe González, su etapa en la comunicación institucional en el Ministerio de Educación y Ciencia, del que fue director de comunicación y director de gabinete hasta 1988. Anteriormente había sido jefe de prensa del ministro José María Maravall.
En 1988 fundó la agencia de comunicación Asociación de ideas, vinculada a la agencia de publicidad Ricardo Pérez Asociados, y la dirigiría hasta 1999. En 1992 comenzó un trabajo de consultoría para diversas empresas españolas e iberoamericanas del campo de la comunicación.
En 1994 dirigió la comunicación de Fnac España, de la que se convirtió en el primer ejecutivo en 1998. Dos años más tarde, en el 2000, pasó a desempeñar el cargo de vicepresidente internacional de mercadotecnia y comunicación en la sede central en París. Además, fue miembro del comité de dirección internacional de la compañía.
Debido a su experiencia previa en los gobiernos socialistas y en la comunicación corporativa, pasó a colaborar con el equipo de cara a las elecciones autonómicas y a las municipales de 2003.
Desde abril de 2004 hasta septiembre de 2005, durante el gobierno de José Luis Rodríguez Zapatero, fue secretario de Estado de Comunicación. Desde 2006 hasta final de 2008 fue director general de Casa de América de Madrid. Era amigo personal de José Luis Rodríguez Zapatero y fue su asesor en el Gabinete de la Presidencia del Gobierno. 
Durante la etapa de Miguel Barroso como secretario de Estado de Comunicación se implantó la TDT en España, se fijó la fecha del apagón analógico y se concedió licencia a las cadenas La Sexta y Cuatro.
En 2009 fue nombrado consejero delegado de Young & Rubicam, empresa que pertenece al Grupo WPP, el holding de servicios de publicidad y comunicación más grande del mundo. Posteriormente, en 2015, fue nombrado director de negocios de WPP para Cuba y Caribe, con base en La Habana. A principios de 2019 desempeñó el cargo de Business Director de WPP Spain.
En marzo de 2021 fue nombrado consejero del Prisa (grupo editor de EL PAÍS) a propuesta de Amber Capital, cargo que ocupaba cuando falleció a causa de un infarto el 13 de enero de 2024.

## Vida personal
Casado en un primer matrimonio con Charo Izquierdo (con quien tuvo dos hijas), contrajo matrimonio por segunda vez el 14 de septiembre de 2007 en Esplugas de Llobregat con la diputada socialista y ministra Carme Chacón, con quien tuvo un hijo.
En julio de 2016 se hizo público su divorcio de Carme Chacón, 8 meses antes del sorpresivo fallecimiento de ésta.

## Publicaciones
Es autor de diversas colaboraciones periodísticas sobre comunicación y de tres libros de tema latinoamericano:
- Crónicas Caribes. Aguilar, 1996.
  - Ensayo referido a las Antillas en colaboración con Igor Reyes Ortiz. Traducido al francés y al italiano

- Amanecer con hormigas en la boca. Mondadori, 1999.
  - Novela negra ambientada en La Habana de finales de los 50. Ha sido traducida a ocho idiomas: entre ellos, al italiano, francés, inglés, portugués o alemán.
    - La versión cinematográfica (Hormigas en la boca, 2005) fue dirigida por Mariano Barroso y protagonizada por Ariadna Gil, Eduard Fernández y Jorge Perugorría.

- Un asunto sensible. Mondadori, 2009.
  - Novela basada en hechos reales acaecidos en Cuba, Estados Unidos y México durante los años 50 y 60.

## Condecoraciones
- Gran Cruz de la Orden del Mérito Civil (2008)[7][8]